# 咸安駅
咸安駅 （ハマンえき）は、大韓民国慶尚南道咸安郡にある、韓国鉄道公社（KORAIL）の駅である。

## 利用可能な路線
- 韓国鉄道公社
  - 慶全線

## 駅構造
- 2面4線の地上駅。

## 駅周辺

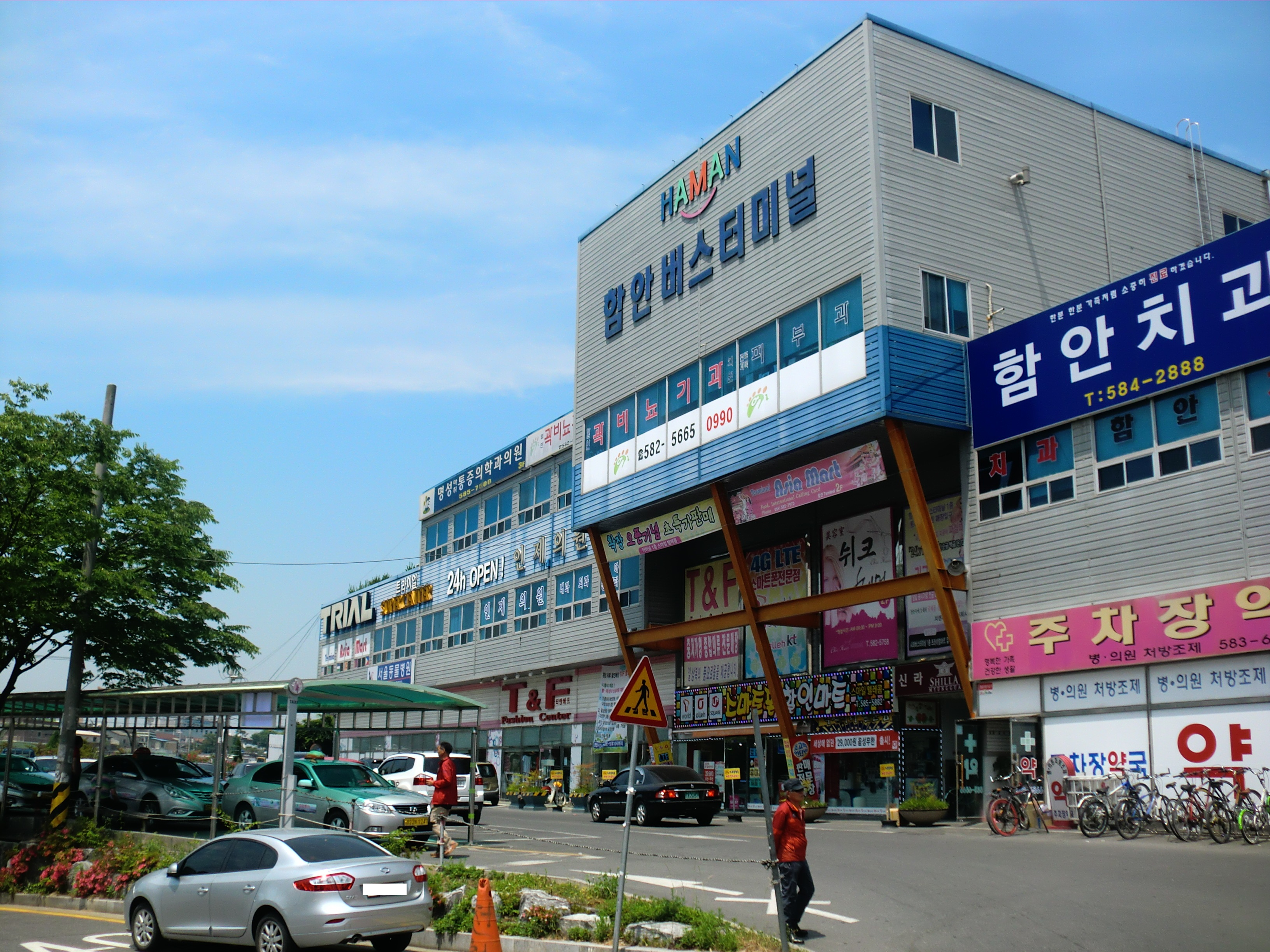
トライアルマート 咸安店

- トライアルマート 威安店

## 歴史
- 1923年12月1日：開業[1]。
- 2012年10月23日：慶全線馬山駅 - 晋州駅間複線電化工事に伴い現在地に駅舎移転。
- 2012年12月5日：馬山駅 - 晋州駅間複線電化工事完成[2]。KTX運行開始。
- 2015年4月2日：KTXの咸安駅停車を廃止。

## 隣の駅
慶全線
中里駅 - 咸安駅 - 郡北駅